# Chip și Dale: Salvatorii în Misiune
Chip și Dale: Salvatorii în Misiune (în engleză Chip 'n Dale: Rescue Rangers) este un serial de animație american produs de Walt Disney Television Animation. Serialul a fost creat de Tad Stones și Alan Zaslove și îi are ca protagoniști pe veverițele Chip și Dale. Premiera a avut loc pe The Disney Channel 4 martie 1989, după apariția unui episod intitulat „Catteries Not Included” pe 27 august 1988. Ultimul episod a fost difuzat pe 19 noiembrie 1990.
Printre personajele comice se numără Sky Punks, Binky Boy, Pole Cat, Techno-Rats, Wasp Patrol, Fearless Frogs, Danger Rangers, Biff and Daff, Jojo, Felina, Sewer Al, Chrapek.